# Сидор-Чой
Си́дор-Чой — деревня в Прилузском районе республики Коми, входит в состав сельского поселения Ношуль.

## География
Деревня находится недалеко от правого берега реки Луза, на расстоянии примерно 24 км к юго-западу от села Объячево, административного центра района.

## История
Первое упоминание деревни относится к 1878 году.

## Население
| 2010 |
| ---- |
| 7    |

### Национальный состав
Согласно результатам переписи 2002 года, в национальной структуре населения коми составляли 100 % из 10 чел.